# 2018年冬季奧林匹克運動會開幕式
2018年冬季奥林匹克运动会开幕式在2018年2月9日於大韓民國平昌郡的平昌奧林匹克體育場舉行。
開幕式從當天韩国标准时20時開始，至22时20分结束。大韩民国总统文在寅宣布奥运会开幕。
在開幕式上，1218架無人機在空中排列出銀色五環標誌，打破無人機編隊飛行的世界紀錄。

## 頌歌
- 彩虹儿童合唱团（Rainbow Children's Choir） - 大韓民國國歌
- 黄淑美（朝鲜语：황수미） - 奥林匹克圣歌

## 出席來賓
- 大韩民国 - 总统 文在寅和第一夫人 金正淑
- 加拿大总督 朱莉·帕耶特[3]
- 中國共产党中央政治局常务委员会委员 韩正[4]
- 哥伦比亚副总统（英语：Vice President of Colombia） 奥斯卡·纳兰霍（英语：Óscar Naranjo）
- 爱沙尼亚总统 克尔斯季·卡柳莱德[5]
- 法國欧洲与外交部部长 让—伊夫·勒·德里安[6]
- 德国总统 弗兰克-瓦尔特·施泰因迈尔[7]
- 日本内阁总理大臣 安倍晋三[8]
- 科索沃总统 哈辛·塔奇[9]
- 盧森堡大公 亨利[10]
- 摩納哥亲王 阿尔贝二世[11]
- 荷蘭国王 威廉-亞歷山大、首相 馬克·呂特[12]
- 最高人民会议常任委员会委员长 金永南[13]
- 劳动党中央宣传鼓动部副部长 金與正[13]
- 波蘭总统 安杰伊·杜达[14]
- 塞爾維亞青年和体育部（英语：Ministry of Youth and Sports (Serbia)）部长 瓦尼亚·乌多维契奇[15]
- 斯洛伐克总统 安德烈·基斯卡[16]
- 瑞士聯邦委員會主席 阿蘭·貝爾賽[17]
- 美国副总统 迈克·彭斯和第二夫人凱倫·彭斯[18]
- 联合国秘书长 安东尼奥·古特雷斯[19]